# Kiens
Kiens (em italiano Chienes) é uma comuna italiana da região do Trentino-Alto Ádige, província de Bolzano, com cerca de 2.644 habitantes.
Estende-se por uma área de 33 km², tendo uma densidade populacional de 80 hab/km².
Faz fronteira com Falzes, Rodengo, San Lorenzo di Sebato, Selva dei Molini, Terento, Vandoies.

## Demografia
| Variação demográfica do município entre 1861 e 2011                               |
|                                                                                   |
| Fonte: Istituto Nazionale di Statistica (ISTAT) - Elaboração gráfica da Wikipedia |